# Attraction (film 2017)
Attraction (in russo Притяжение?, Pritjaženie, Prityazhenie) è un film del 2017 diretto da Fëdor Bondarčuk. 
Film di fantascienza russo che narra di un'astronave aliena che precipita nel quartiere Čertanovo a Mosca. Il cast comprende Oleg Menšikov, Irina Staršenbaum, Aleksandr Petrov e Rinal Muchametov.
Il film è la quarta pellicola russa ad essere realizzata in formato IMAX. È stato distribuito nelle sale russe a partire dal 26 gennaio 2017 ed è stato un successo al botteghino, incassando oltre 1 miliardo di rubli (pari a circa 19 milioni di dollari americani) e diventando il film di fantascienza russo di maggior successo di sempre.
Un sequel dal titolo Invasion è stato distribuito a partire dal 1º gennaio 2020.

## Trama
Un'astronave aliena, avvicinatasi troppo alla Terra dopo essere stata danneggiata da una pioggia di meteoriti, viene intercettata dall'esercito russo che, credendola una minaccia, apre il fuoco contro di essa. L'astronave senza più controllo precipita quindi nel quartiere Čertanovo di Mosca, causando decine di vittime e ingenti danni.
A terra la nave inizia ad usare le risorse idriche della zona per ripararsi e i militari, guidati dal colonnello Lebedev, decidono di non prendere contatto con i visitatori ma di evacuare e perimetrare la zona per dare tempo all'astronave di riparare i propri danni e ripartire.
Nel frattempo Julija, la figlia adolescente del colonnello con un rapporto conflittuale con il padre, insieme al proprio ragazzo Artëm e ad alcuni amici riesce a entrare di nascosto nell'area vietata e i giovani si imbattono in un alieno, causandone la caduta dal tetto di un palazzo. Dopo essere accorsi nel punto in cui è caduto a terra trovano però solo un esoscheletro vuoto, che portano nel loro rifugio.
In seguito Julija torna da sola sul luogo della caduta e trova l'alieno, di aspetto umanoide una volta privo di esoscheletro, rimasto ferito nella caduta. Grazie all'aiuto di un compagno di scuola nerd soprannominato "Google" riesce a portare l'alieno in un posto sicuro, permettendogli di recuperare le forze. Una volta riavutosi l'alieno, che dice di chiamarsi Hekon e che riesce a esprimersi in russo dopo aver ascoltato le conversazioni tra Julija e Google, spiega ai due ragazzi che il suo unico desiderio è riuscire a lasciare il pianeta ma che per farlo deve prima recuperare un oggetto in possesso dei militari.
Julija decide allora di aiutare Hekon, verso il quale inizia a provare dei sentimenti, mentre Artëm dopo aver visto la ragazza in compagnia di quello che crede essere il suo nuovo fidanzato rivela il proprio carattere geloso e violento.

## Distribuzione
Il film ha esordito nelle sale cinematografiche in Russia, Armenia, Bielorussia e Kazakistan il 26 gennaio 2017. Nel Regno Unito è stato presentato il 28 giugno 2017 in occasione dell'Edinburgh International Film Festival e negli Stati Uniti è stato distribuito il 13 giugno 2018.
In lingua italiana è stato distribuito in edizione home video in DVD e blu-ray a partire dal 16 maggio 2019.

## Accoglienza
Attraction ha avuto un discreto successo al botteghino, incassando 413 milioni di rubli, pari a circa 6,8 milioni di dollari statunitensi, durante il weekend di apertura, diventando così il quinto film russo con maggiori incassi nel weekend di apertura, alle spalle di Vij, Stalingrad, The Crew - Missione impossibile e del film di animazione Три богатыря: Ход конём. Complessivamente il film ha superato 1 miliardo di rubli, pari a oltre 19 milioni di dollari statunitensi, a fronte di un budget di produzione di 380 milioni di rubli, diventando il film di fantascienza russo con il maggiore incasso di sempre.
Il film ha ricevuto critiche miste dai media russi. In particolare sono stati apprezzati gli effetti speciali realizzati dallo studio russo Main Road Post (che in precedenza aveva lavorato agli effetti speciali di Stalingrad, Metro e The Duelist), mentre ha ricevuto pareri negativi per la trama a tratti scontata e la scarsa caratterizzazione dei personaggi.
Su rottentomatoes ha ricevuto un punteggio del 36% in base alla critica e del 52% in base ai giudizi del pubblico. mentre su IMDB ha ricevuto un punteggio di 5,6 su 10.

## Sequel
Il 1º gennaio 2020 viene distribuito un seguito, Invasion, noto anche come Attraction 2 (Invasione, in russo Вторжение?, Vtorzhenie), diretto da Fëdor Bondarčuk e prodotto dallo stesso Bondarčuk, dalla Art Pictures Studio e dalla Vodorod. La trama del film si svolge a seguito degli eventi narrati in Attraction. Il film è interpretato da Irina Starshenbaum, Rinal Mukhametov, Alexander Petrov, Yuri Borisov, Oleg Menšikov e Sergei Garmash.